# MC-Carnaghi Villa Cortese
MC-Carnaghi Villa Cortese ist ein italienischer Frauen-Volleyballverein aus Villa Cortese (Metropolitanstadt Mailand in der Lombardei), der bis 2013 in der italienischen Serie A1 spielte.

## Geschichte
Der Verein wurde 1978 als Gruppo Sportivo Oratorio Villa Cortese gegründet und spielte seit 2009 unter dem Sponsornamen MC-Carnaghi Villa Cortese in der höchsten italienischen Spielklasse „Serie A1“. Seitdem spielten die Frauen ständig in der Spitzengruppe mit und gewannen 2010 und 2011 den italienischen Pokal. Auch in Europa war MC-Carnaghi Villa Cortese erfolgreich. So spielte man seit der Saison 2010/11 in der Champions League, in der 2012 das Final Four erreicht wurde.

## Bekannte ehemalige Spielerinnen
- Alexandra Klineman (2012–2013)
- Šárka Barborková (2011–2012)
- Lindsey Berg (2009–2012)
- Áurea Cruz (2009–2012)
- Paola Cardullo (2009–2011)
- Alice Blom (2008–2009)